# Lirim Kastrati (fotbollsspelare född januari 1999)
Lirim Kastrati, född 16 januari 1999 i Kamenica i FR Jugoslavien, är en kosovoalbansk fotbollsspelare som spelar för den kroatiska klubben Dinamo Zagreb.